# NBA Draft 2009.
NBA Draft 2009. održao se 25. lipnja 2009. godine u njujorškom Madison Square Gardenu. Momčadi NBA lige na draftu biraju igrače sa sveučilišta, uključujući i igrače izvan Amerike. NBA lutrijom određen je redoslijed biranja košarkaša na draftu i Los Angeles Clippersi dobili su šansu birati prvi izbor drafta. Clippersi su prvim izborom izabrali krilnog centra sveučilišta Oklahoma Blakea Griffina.

## Prvi krug
| Izbor | Igrač             | Poz. | Nacionalnost | Momčad                                                    | Sveučilište / Inozemni klub  |
| ----- | ----------------- | ---- | ------------ | --------------------------------------------------------- | ---------------------------- |
| 1.    | Blake Griffin     | PF   | SAD          | Los Angeles Clippers                                      | Oklahoma (So.)               |
| 2.    | Hasheem Thabeet   | C    | Tanzanija    | Memphis Grizzlies                                         | Connecticut (Jr.)            |
| 3.    | James Harden      | SG   | SAD          | Oklahoma City Thunder                                     | Arizona State (So.)          |
| 4.    | Tyreke Evans      | PG   | SAD          | Sacramento Kings                                          | Memphis (Fr.)                |
| 5.    | Ricky Rubio       | PG   | Španjolska   | Minnesota Timberwolves (iz Washingtona)                   | DKV Joventut (Španjolska)    |
| 6.    | Jonny Flynn       | PG   | SAD          | Minnesota Timberwolves                                    | Syracuse (So.)               |
| 7.    | Stephen Curry     | SG   | SAD          | Golden State Warriors                                     | Davidson (Jr.)               |
| 8.    | Jordan Hill       | PF   | SAD          | New York Knicks                                           | Arizona (Jr.)                |
| 9.    | DeMar DeRozan     | SG   | SAD          | Toronto Raptors                                           | USC (Fr.)                    |
| 10.   | Brandon Jennings  | PG   | SAD          | Milwaukee Bucks                                           | Lottomatica Rim (Italija)    |
| 11.   | Terrence Williams | SG   | SAD          | New Jersey Nets                                           | Louisville](Sr.)             |
| 12.   | Gerald Henderson  | SG   | SAD          | Charlotte Bobcats                                         | Duke (Jr.)                   |
| 13.   | Tyler Hansbrough  | PF   | SAD          | Indiana Pacers                                            | North Carolina (Sr.)         |
| 14.   | Earl Clark        | SF   | SAD          | Phoenix Suns                                              | Louisville (Jr.)             |
| 15.   | Austin Daye       | SF   | SAD          | Detroit Pistons                                           | Gonzaga (So.)                |
| 16.   | James Johnson     | PF   | SAD          | Chicago Bulls                                             | Wake Forest (So.)            |
| 17.   | Jrue Holiday      | PG   | SAD          | Philadelphia 76ers                                        | UCLA (Fr.)                   |
| 18.   | Ty Lawson         | PG   | SAD          | Minnesota Timberwolves (iz Miamija, mijenjan u Denver)    | North Carolina (Jr.)         |
| 19.   | Jeff Teague       | PG   | SAD          | Atlanta Hawks                                             | Wake Forest (So.)            |
| 20.   | Eric Maynor       | PG   | SAD          | Utah Jazz                                                 | VCU (Sr.)                    |
| 21.   | Darren Collison   | PG   | SAD          | New Orleans Hornets                                       | UCLA (Sr.)                   |
| 22.   | Víctor Claver     | SF   | Španjolska   | Portland Trail Blazers (iz Dallasa)                       | Pamesa Valencia (Španjolska) |
| 23.   | Omri Casspi       | SF   | Izrael       | Sacramento Kings (iz Houstona)                            | Maccabi Tel Aviv (Izrael)    |
| 24.   | B. J. Mullens     | C    | SAD          | Dallas Mavericks (iz Portlanda, mijenjan u Oklahomu City) | Ohio State (Fr.)             |
| 25.   | Rodrigue Beaubois | PG   | Francuska    | Oklahoma City Thunder (iz San Antonia, mijenjan u Dallas) | Cholet (Francuska)           |
| 26.   | Taj Gibson        | PF   | SAD          | Chicago Bulls (iz Denvera preko Oklahome Cityja)          | USC (Jr.)                    |
| 27.   | DeMarre Carroll   | SF   | SAD          | Memphis Grizzlies (iz Orlanda)                            | Missouri (Sr.)               |
| 28.   | Wayne Ellington   | SG   | SAD          | Minnesota Timberwolves (iz Bostona)                       | North Carolina (Jr.)         |
| 29.   | Toney Douglas     | PG   | SAD          | Los Angeles Lakers (mijenjan u New York)                  | Florida State (Sr.)          |
| 30.   | Christian Eyenga  | SF   | DR Kongo     | Cleveland Cavaliers                                       | CB Prat (3. španjolska liga) |

## Drugi krug
| Izbor | Igrač            | Poz. | Nacionalnost | Momčad                                                                     | Sveučilište / Inozemni klub         |
| ----- | ---------------- | ---- | ------------ | -------------------------------------------------------------------------- | ----------------------------------- |
| 31.   | Jeff Pendergraph | PF   | SAD          | Sacramento Kings (mijenjan Portland)                                       | Arizona State (Sr.)                 |
| 32.   | Jermaine Taylor  | SG   | SAD          | Washington Wizards (mijenjan u Houston)                                    | Central Florida (Sr.)               |
| 33.   | Dante Cunningham | PF   | SAD          | Portland Trail Blazers (iz LA Clippersa)                                   | Villanova (Sr.)                     |
| 34.   | Sergio Llull     | PG   | Španjolska   | Denver Nuggets (iz Oklahoma Cityja, mijenjan u Houston)                    | Real Madrid (Španjolska)            |
| 35.   | DaJuan Summers   | SF   | SAD          | Detroit Pistons (iz Minnesote)                                             | Georgetown (Jr.)                    |
| 36.   | Sam Young        | SF   | SAD          | Memphis Grizzlies                                                          | Pittsburgh (Sr.)                    |
| 37.   | DeJuan Blair     | PF   | SAD          | San Antonio Spurs (iz Golden Statea preko Phoenixa)                        | Pittsburgh (So.)                    |
| 38.   | Jon Brockman     | PF   | SAD          | Portland Trail Blazers (iz New Yorka preko Chicaga, mijenjan u Sacramento) | Washington (Sr.)                    |
| 39.   | Jonas Jerebko    | SF   | Švedska      | Detroit Pistons (iz Toronta)                                               | Angelico Biella (Italija)           |
| 40.   | Derrick Brown    | SF   | SAD          | Charlotte Bobcats (iz New Jerseyja preko Oklahoma Cityja)                  | Xavier (Jr.)                        |
| 41.   | Jodie Meeks      | SG   | SAD          | Milwaukee Bucks                                                            | Kentucky (Jr.)                      |
| 42.   | Patrick Beverley | PG   | SAD          | Los Angeles Lakers (iz Charlotte, mijenjan u Miami)                        | BC Dnipro (2. ukrajinska liga)      |
| 43.   | Marcus Thornton  | SG   | SAD          | Miami Heat (iz Indiane, mijenjan u New Orleans)                            | LSU (Sr.)                           |
| 44.   | Chase Budinger   | SG   | SAD          | Detroit Pistons (mijenjan u Houston)                                       | Arizona (Sr.)                       |
| 45.   | Nick Calathes    | PG   | Grčka        | Minnesota Timberwolves (iz Philadelphie preko Miamija, mijenjan u Dallas)  | Florida (So.)                       |
| 46.   | Danny Green      | SF   | SAD          | Cleveland Cavaliers (iz Chicaga)                                           | North Carolina (Sr.)                |
| 47.   | Henk Norel       | PF   | Nizozemska   | Minnesota Timberwolves (iz Miamija)                                        | DKV Joventut (Španjolska)           |
| 48.   | Taylor Griffin   | PF   | SAD          | Phoenix Suns                                                               | Oklahoma (Sr.)                      |
| 49.   | Sergiy Gladyr    | SG   | Ukrajina     | Atlanta Hawks                                                              | MBC Mykolaiv (Ukrajinska Superliga) |
| 50.   | Goran Suton      | C    | Hrvatska     | Utah Jazz                                                                  | Michigan State (Sr.)                |
| 51.   | Jack McClinton   | SG   | SAD          | San Antonio Spurs (iz New Orleansa preko Toronta)                          | Miami (FL) (Sr.)                    |
| 52.   | A. J. Price      | PG   | SAD          | Indiana Pacers (iz Dallasa)                                                | Connecticut (Sr.)                   |
| 53.   | Nando de Colo    | PG   | Francuska    | San Antonio Spurs (iz Houstona)                                            | Cholet (Francuska)                  |
| 54.   | Robert Vaden     | SG   | SAD          | Charlotte Bobcats (iz San Antonia, mijenjan u Oklahomu City)               | UAB (Sr.)                           |
| 55.   | Patrick Mills    | PG   | Australija   | Portland Trail Blazers (iz Denvera)                                        | Saint Mary's (CA) (So.)             |
| 56.   | Ahmad Nivins     | PF   | SAD          | Dallas Mavericks (iz Portlanda)                                            | Saint Joseph's (Sr.)                |
| 57.   | Emir Preldžič    | SF   | Slovenija    | Phoenix Suns (iz Orlanda preko Oklahome City)                              | Fenerbahçe Ülker (Turska)           |
| 58.   | Lester Hudson    | SG   | SAD          | Boston Celtics                                                             | Tennessee-Martin (Sr.)              |
| 59.   | Chinemelu Elonu  | PF   | Nigerija     | Los Angeles Lakers                                                         | Texas A&M (Jr.)                     |
| 60.   | Robert Dozier    | PF   | SAD          | Miami Heat (iz Clevelanda)                                                 | Memphis (Sr.)                       |

## Vanjske poveznice
- NBA Draft 2009 na NBA.com
- NBA Draft 2009 na ESPN.com